# 성전면
성전면(城田面)은 대한민국 전라남도 강진군에 위치한 면이다.

## 개요
성전면은 조선시대 관리와 군사들이 한양을 왕래할 때 쉼터인 제석원이 있었던 교통의 중심지로 현재 국도2호선과 13호선이 교차하여 강진, 영암, 장흥, 해남, 완도 등 5개 군의 관문 역할을 하고 있다. 북으로는 월출산 국립공원과 금릉경포대가 자리를 하고 있어서 방문객들이 자주 찾는 곳이다. 월출산에는 신라시대 원효가 창건한 무위사가 있다.

## 법정리
- 월남리	月南里
- 월하리	月下里
- 영풍리	永豊里
- 송월리	松月里
- 월평리	月平里
- 성전리	城田里
- 도림리	桃林里
- 금당리	金塘里
- 송학리	松鶴里
- 명산리	明山里
- 수양리	秀陽里

## 특산물
- 송이버섯